# Plac Stefana Czarnieckiego w Piotrkowie Trybunalskim
Plac Stefana Czarnieckiego – plac na Starym Mieście w Piotrkowie Trybunalskim.

## Opis
Plac Czarnieckiego ma wydłużony południkowo kształt. Na północy graniczy z ul. Wojska Polskiego, w południowo-zachodnim narożniku łączy się bezpośrednio z Rynkiem Trybunalskim, zaś w południowo-wschodniej części wychodzi z niego ul. Zamkowa i ul. Farna. Na środku placu zlokalizowany jest skwer, założony i zadrzewiony w 1887.
W okolicy placu osadnictwo istniało prawdopodobnie już przed lokacją Piotrkowa w XIII wieku. Natomiast plac w dzisiejszej formie powstał po pożarze miasta w 1819 w miejsce dawniejszej ul. Krótkiej i ul. Żydowskiej. W tym celu usunięto stojące tam stare zabudowania. W przeszłości plac nosił różne nazwy, m.in.: Nowy Rynek, Mały Rynek, Maślany Rynek, plac Mikołajewski. W 2011 została zrealizowana przebudowa placu. W bogato zdobionej kamienicy przy pl. Czarnieckiego 10, graniczącej także z Rynkiem Trybunalskim, mieści się piotrkowski oddział PTTK.

## Architektura
Plac wraz z całym Starym Miastem wpisany jest do rejestru zabytków Narodowego Instytutu Dziedzictwa pod numerem 89-IX-35 z 24.07.1948, z 1.02.1962 i z 23.02.2004. Do rejestru zabytków są też wpisane budynki:
- nr 7 – dom (dawny zajazd), XVIII/XIX w.
- nr 9 – dom, XIX w.
- nr 10 – dom, 2. poł. XVIII w.

Do gminnej ewidencji zabytków miasta Piotrkowa Trybunalskiego, oprócz obiektów z rejestru zabytków, są też wpisane budynki:
- nr 2 – kamienica, 1900
- nr 3 – kamienica
- nr 4 – dom
- nr 5 (Wojska Polskiego 20) – kamienica, 1910
- nr 8 – kamienica, 1905

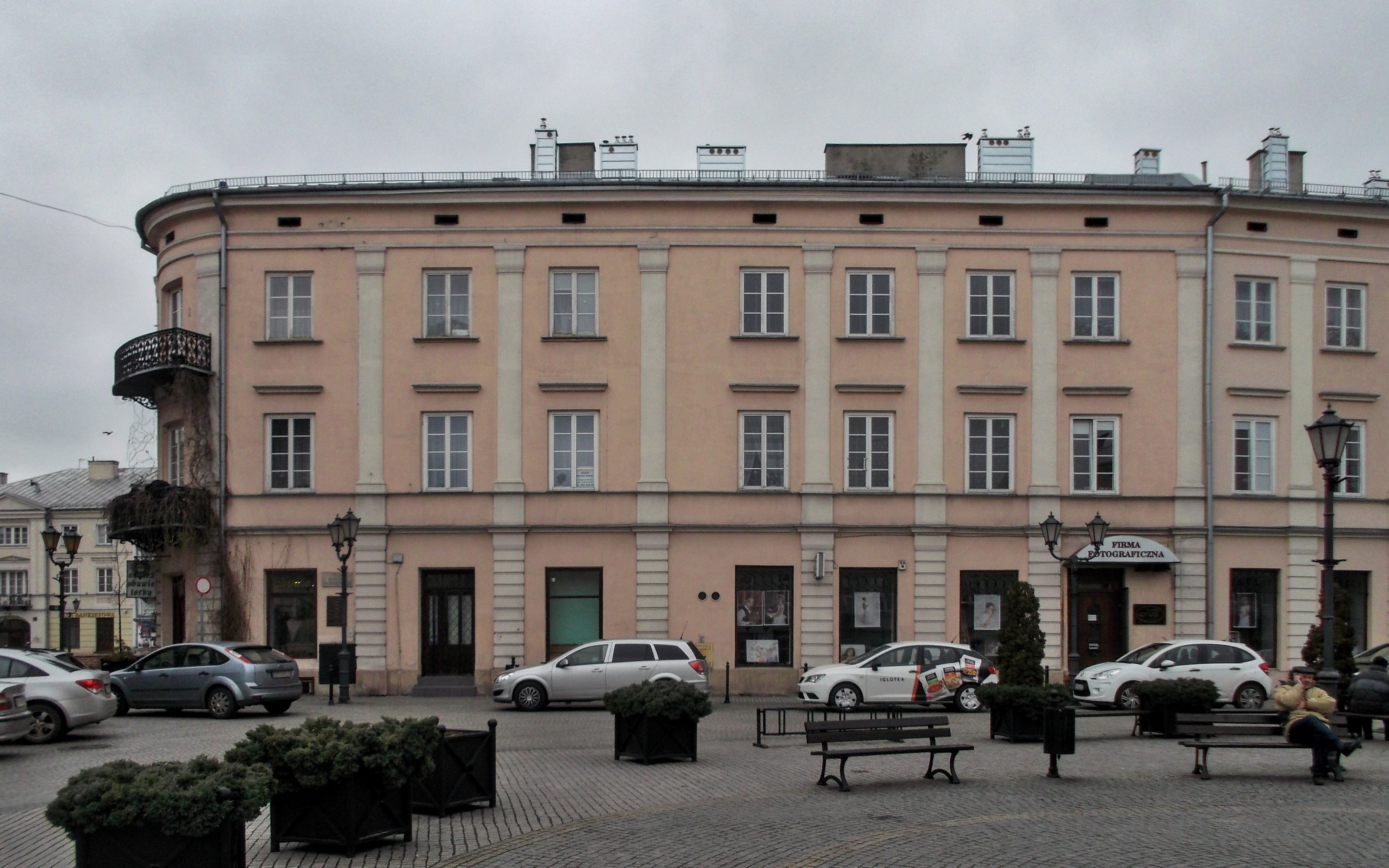
Pl. Czarnieckiego 1 / Rynek Trybunalski 5
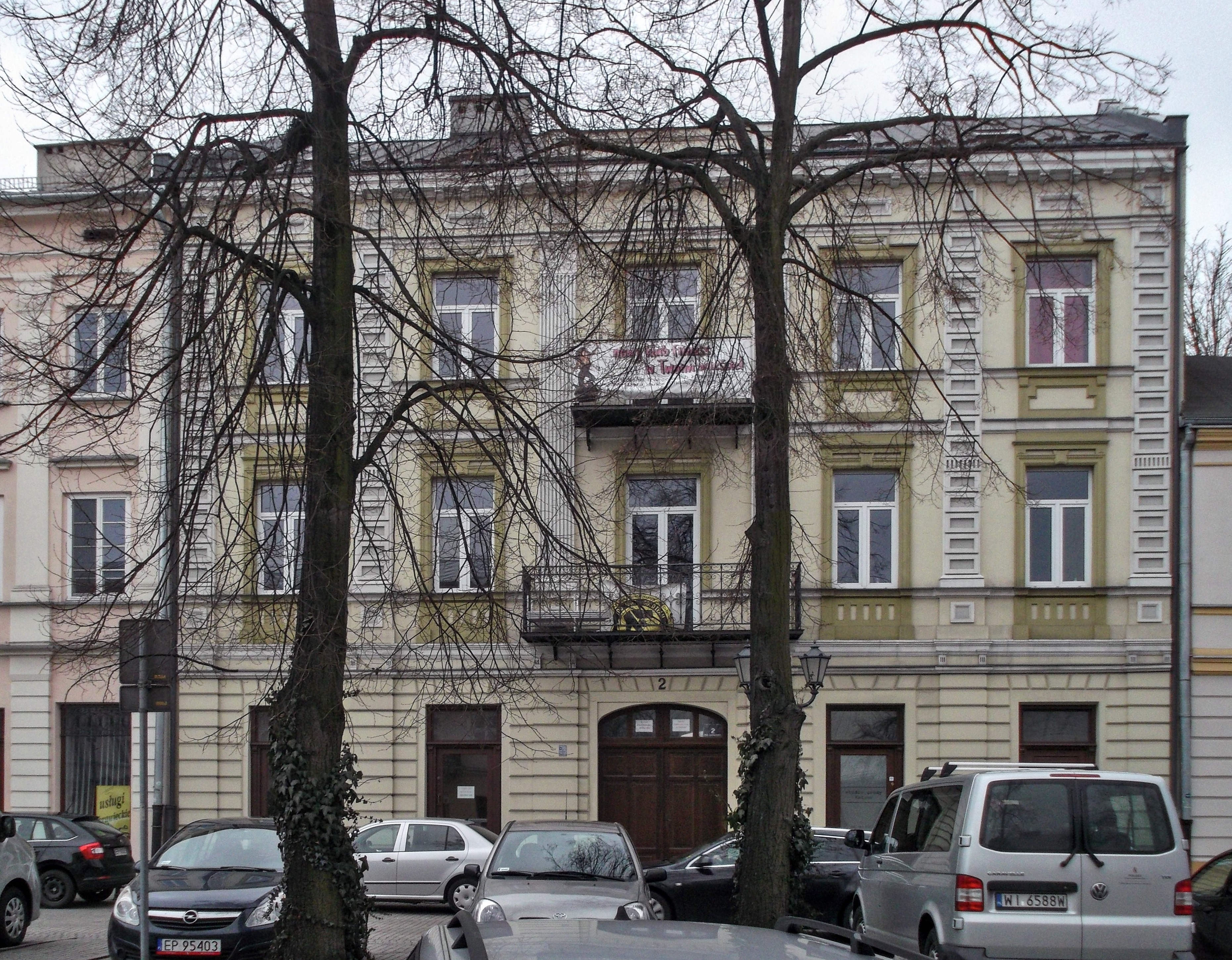
Pl. Czarnieckiego 2
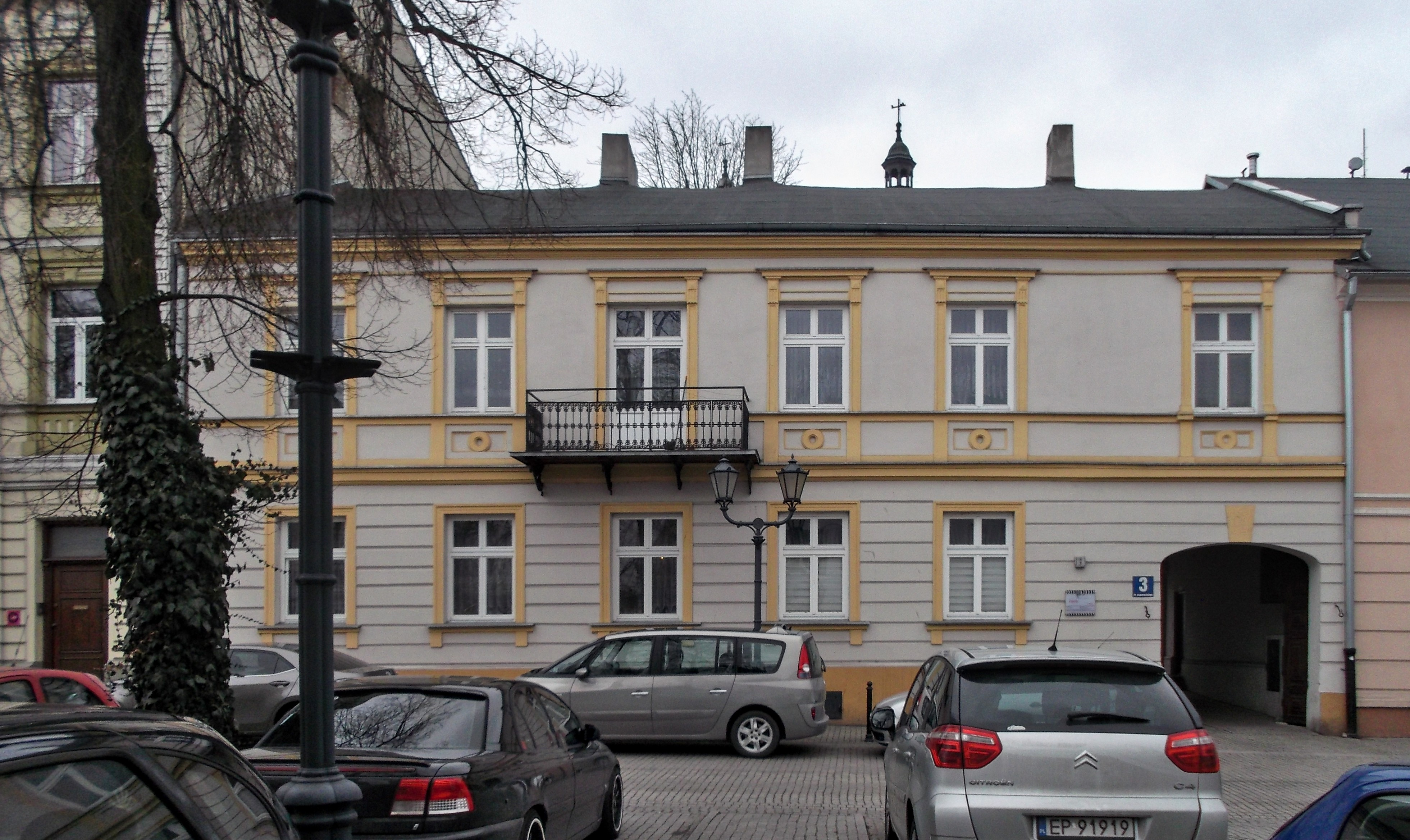
Pl. Czarnieckiego 3
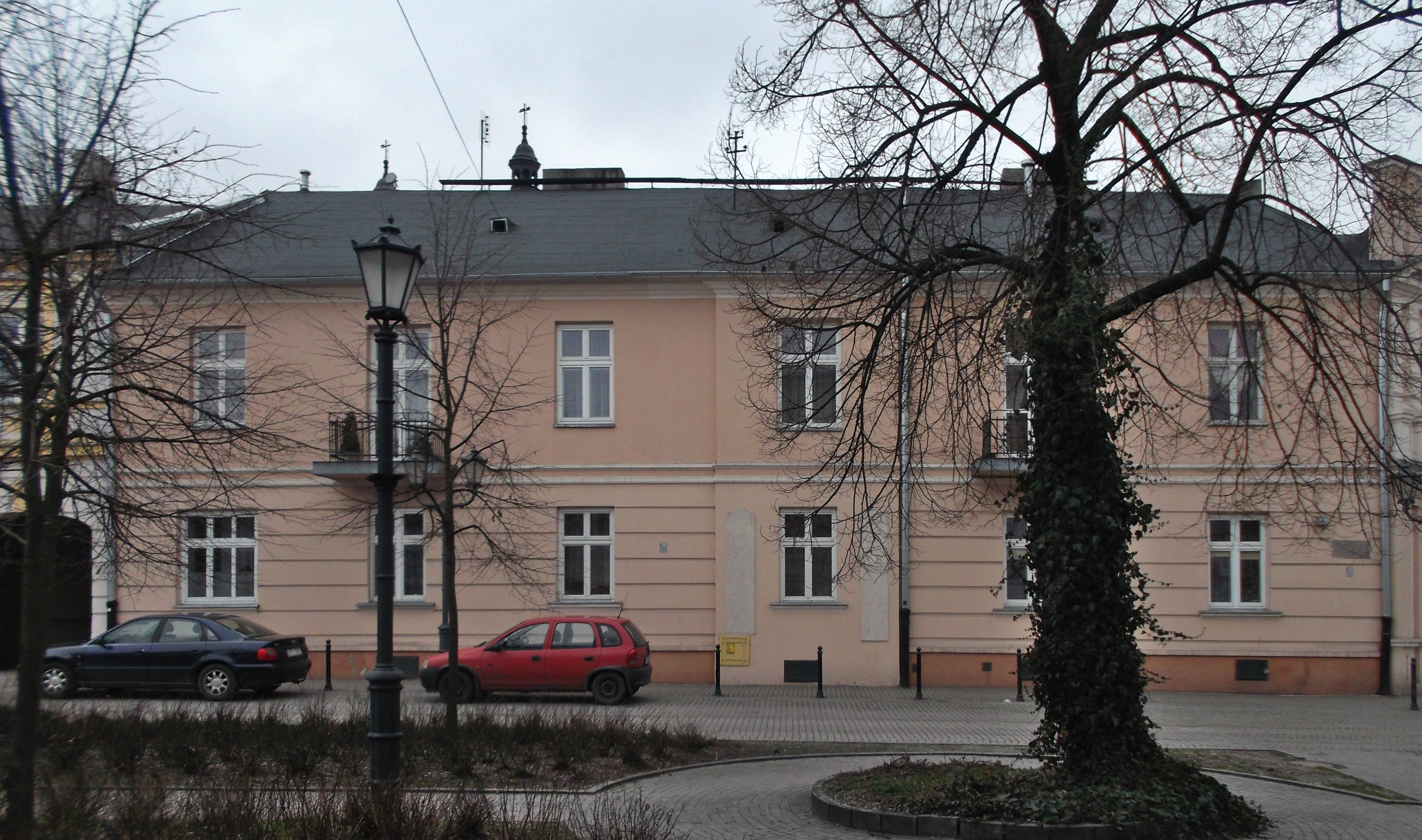
Pl. Czarnieckiego 4 / ul. Wojska Polskiego 22
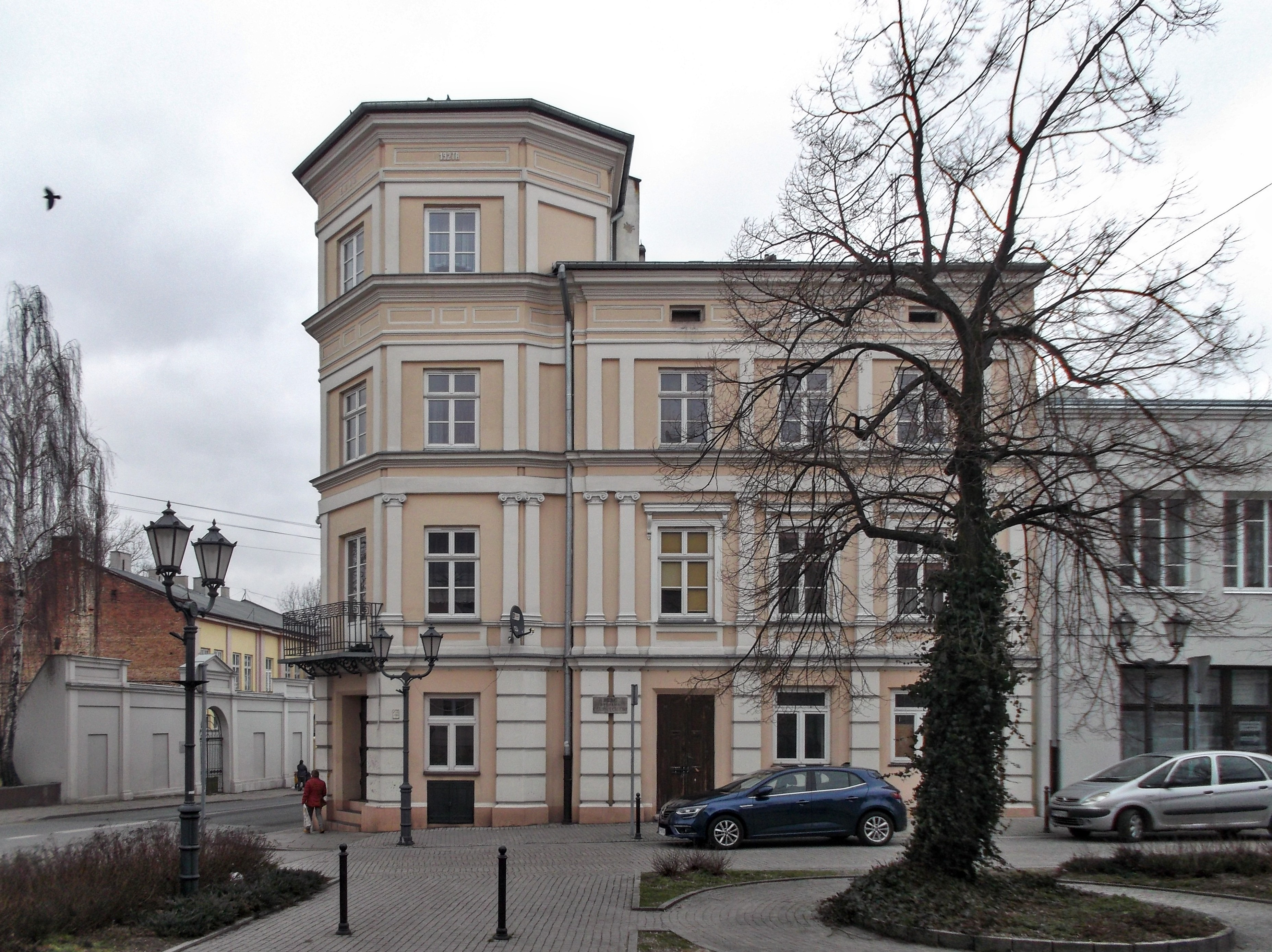
Pl. Czarnieckiego 5
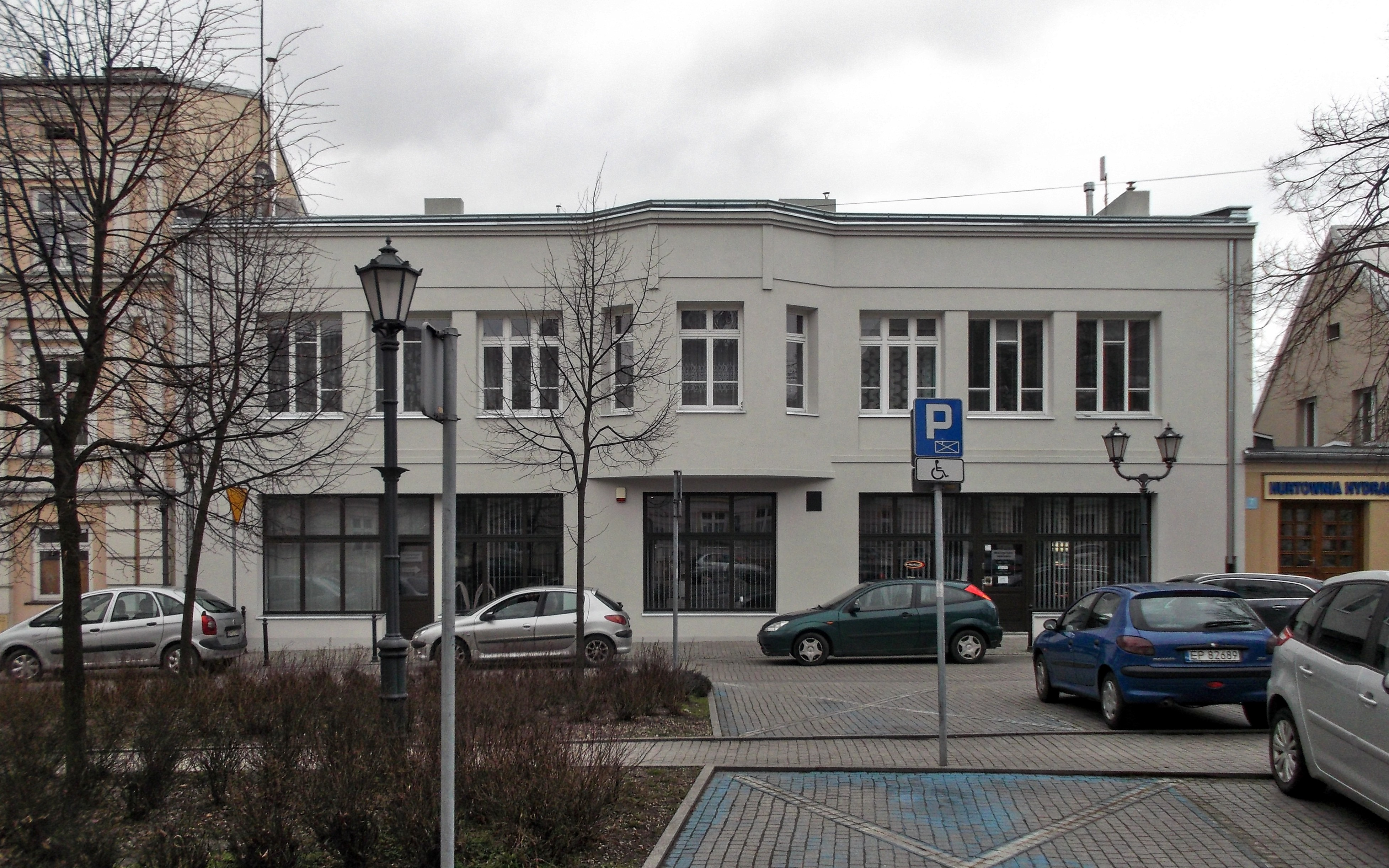
Pl. Czarnieckiego 6
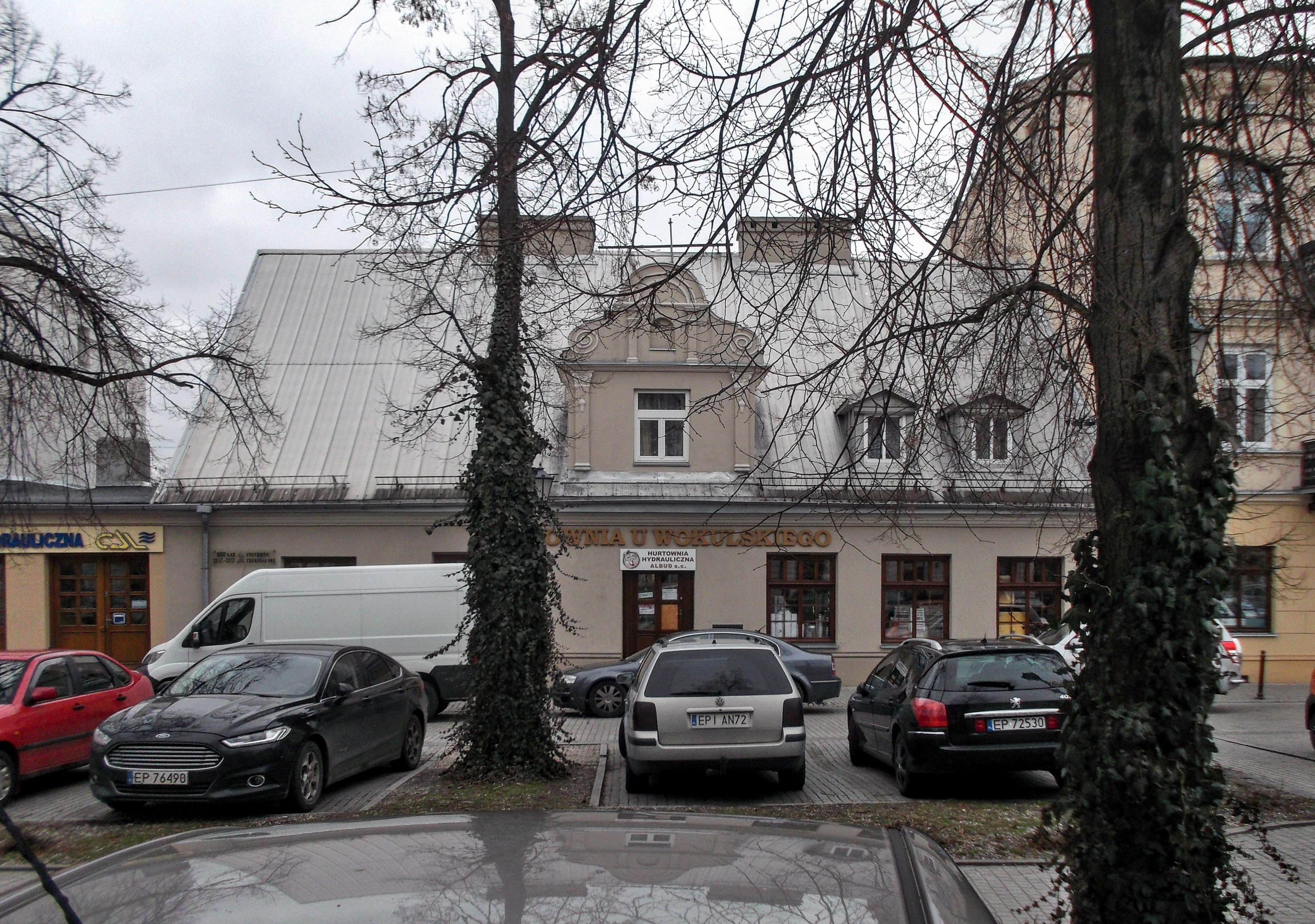
Pl. Czarnieckiego 7
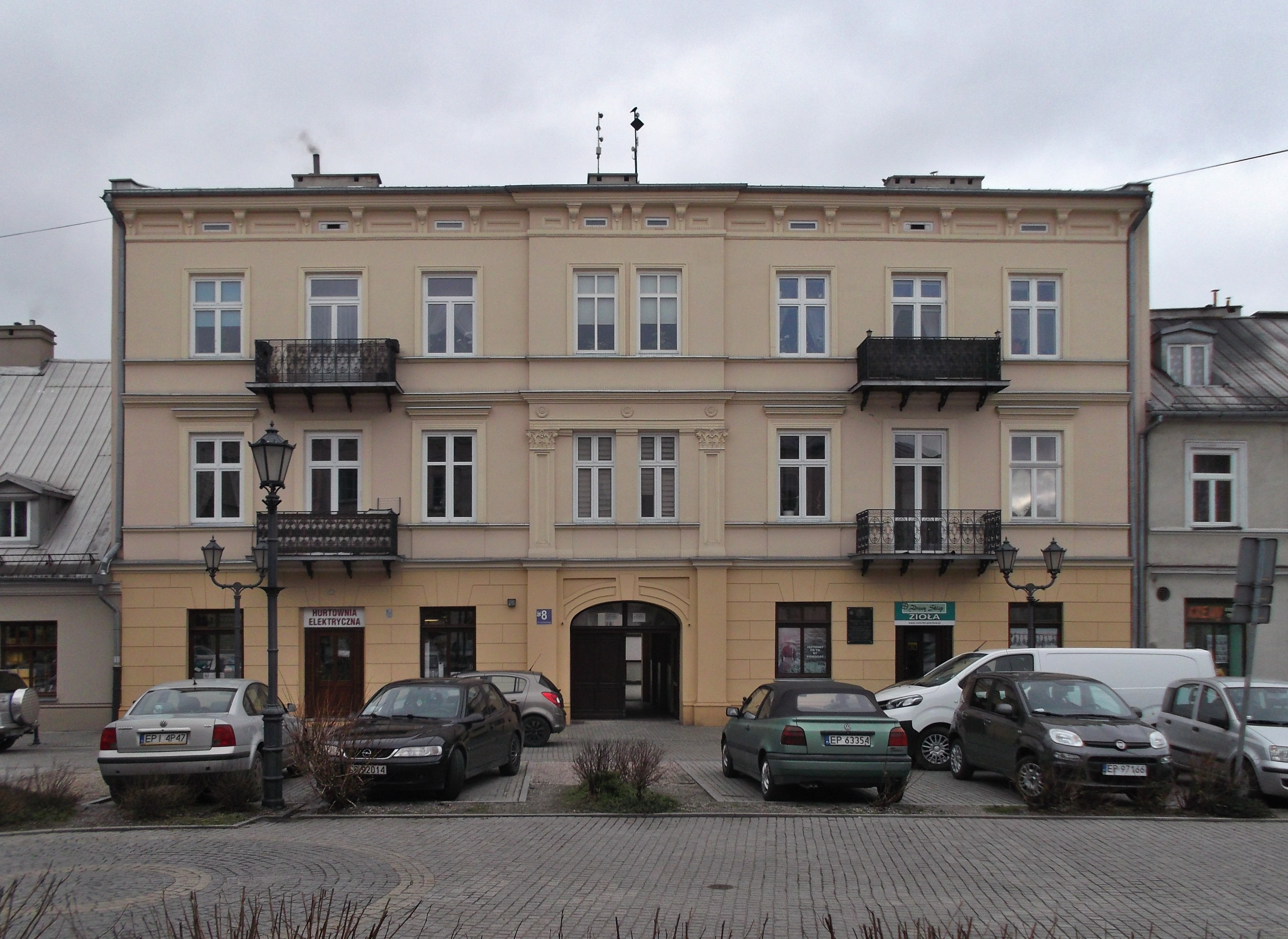
Pl. Czarnieckiego 8
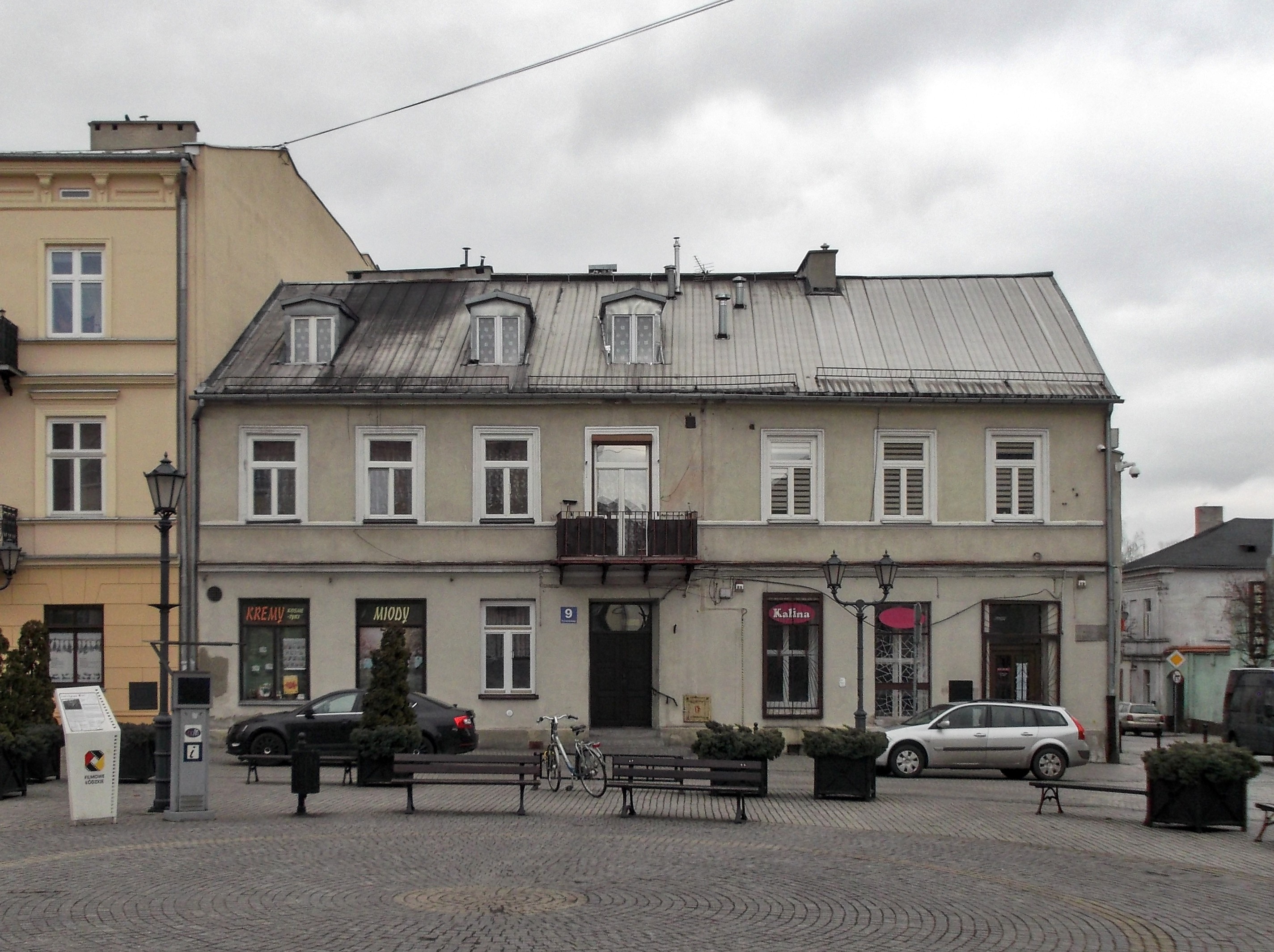
Pl. Czarnieckiego 9 / ul. Zamkowa 2
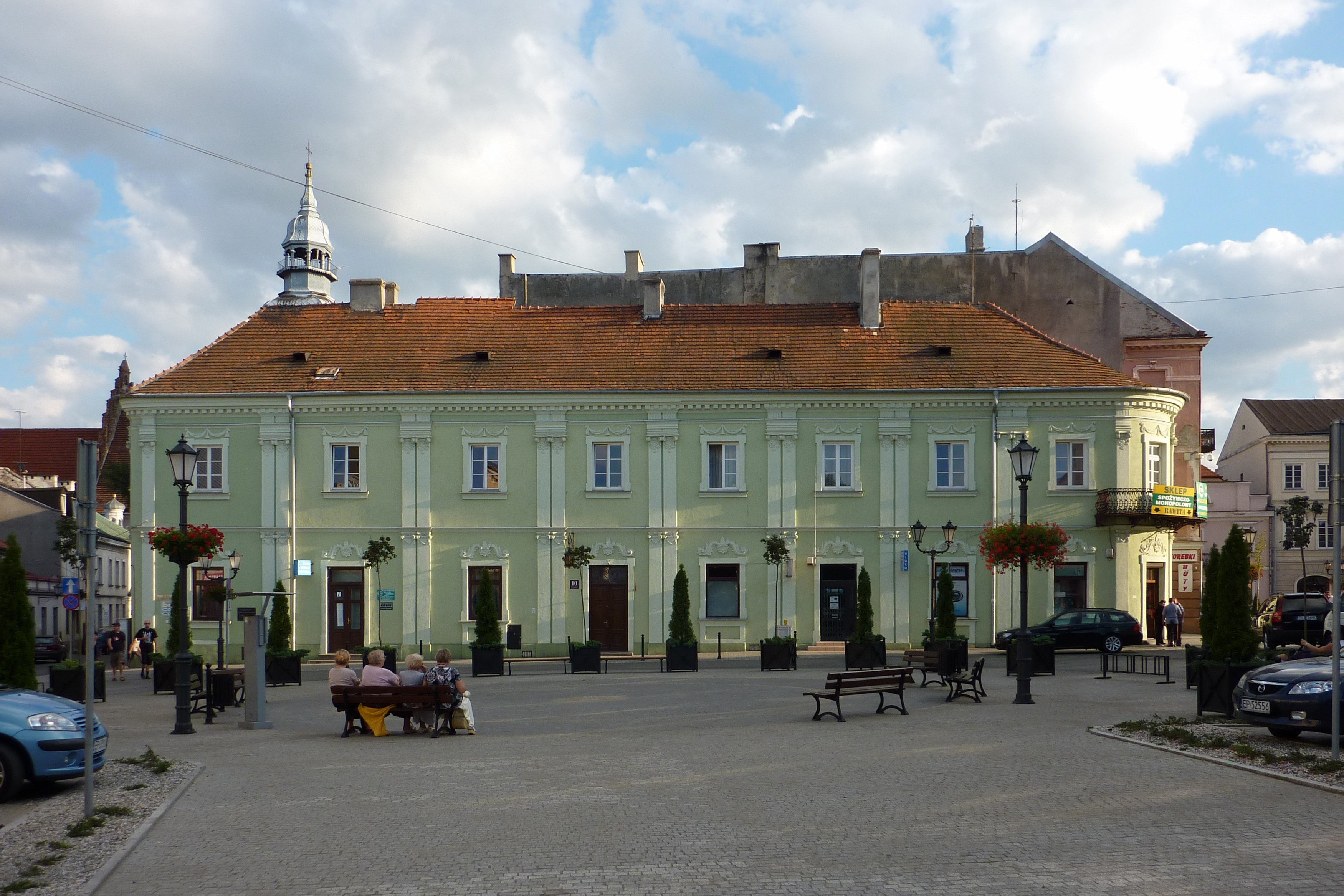
Pl. Czarnieckiego 10